# Uốn tóc làn sóng

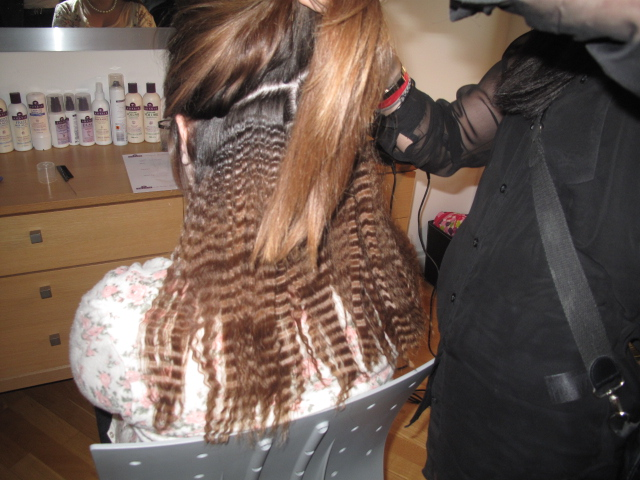
Tóc được uốn với một thanh sắt uốn tóc bồng

Uốn tóc làn sóng hay uốn tóc bồng là một phương pháp biến mái tóc thẳng thành mái tóc dợn sóng (thường dợn sóng theo hình răng cưa). Việc này thường được thực hiện bởi việc cột tóc để giữ nếp dợn sóng, hoặc bằng việc dùng một máy uốn tóc sử dụng nhiệt hoặc kẹp định hình tóc bằng nhiệt.
Năm 1972, máy uốn tóc sử dụng nhiệt được phát minh bởi Geri Cusenza, một trong những sáng lập viên của công ty Sebastian Professional. Việc uốn tóc trở nên thịnh hành đến mức đỉnh điểm vào giữa thập niên 1980.
Năm 2007 trong một chương trình Chanel Runway một người mẫu trình làng kiểu tóc uốn và nó nhanh chóng trở thành mốt vào cuối năm 2007 đến năm 2008.